# Make Yourself
Make Yourself – trzeci album studyjny amerykańskiego zespołu Incubus, grającego rock alternatywny. W Stanach Zjednoczonych uzyskał status podwójnej platynowej płyty.

## Lista utworów
1. „Privilege” – 3:54
2. „Nowhere Fast” – 4:30
3. „Consequence” – 3:18
4. „The Warmth” – 4:24
5. „When It Comes” – 4:00
6. „Stellar” – 3:20
7. „Make Yourself” – 3:03
8. „Drive” – 3:52
9. „Clean” – 3:55
10. „Battlestar Scralatchtica” – 3:49
11. „I Miss You” – 2:48
12. „Pardon Me” – 3:44
13. „Out from Under” – 3:28